# نظام أسلحة القناصة إم24
نظام أسلحة القناصة إم 24 (بالإنجليزية: M24 Sniper Weapon System)‏ اختصارًا: (SWS)؛ أو إم24 هي النسخة العسكرية والشرطية من بندقية ريمنغتون موديل 700، خصَّصَ جيش الولايات المتحدة لِلسلاح اسم (M24) بعد اعتماد النظام بندقيةَ قنصٍ قياسيًَةٍ في عام 1988. يشار إلى إم24 باسم "نظام الأسلحة" لأنه لا يتكون من بندقية فحسب، بل يتكون أيضًا من منظار رؤية قابل للفصل وملحقات أخرى.

## نسخ البندقية

### إم 24 إيه 3
طوَّرت شركة ريمنغتون إم 24 إيه 3، النموذج الذي غرفة إطلاقه (الحُجيرة) خرطوشها عيار (.338 Lapua Magnum) (8.58×70mm)، ويُلقَّم من مخزن قابل للفصل بِـ5 طلقات.